# Cho Gang-Min
Cho Gang-Min (4 de junio de 1996) es un deportista surcoreano que compite en taekwondo. Ganó una medalla en los Juegos Asiáticos de 2018, y dos medallas en el Campeonato Asiático de Taekwondo en los años 2014 y 2018.

## Palmarés internacional
| Juegos Asiáticos    | Juegos Asiáticos             | Juegos Asiáticos  | Juegos Asiáticos |
| Año                 | Lugar                        | Medalla           | Categoría        |
| ------------------- | ---------------------------- | ----------------- | ---------------- |
| 2018                | Yakarta (Indonesia)          | Medalla de bronce | –63 kg           |
| Campeonato Asiático |                              |                   |                  |
| Año                 | Lugar                        | Medalla           | Categoría        |
| 2014                | Taskent (Uzbekistán)         | Medalla de bronce | –58 kg           |
| 2018                | Ciudad Ho Chi Minh (Vietnam) | Medalla de oro    | –63 kg           |